# Warwariwka (rejon olewski)
Warwariwka (ukr. Варварівка) – wieś na Ukrainie, w obwodzie żytomierskim, w rejonie olewskim, nad Uborcią. W 2001 roku liczyła 936 mieszkańców.